# Orquestra Nacional de Lió
L'Orquestra Nacional de Lió (ONL) (en francès: Orchestre national de Lyon) és una orquestra simfònica francesa amb seu a la ciutat de Lió. A més de París, Lió és l'única ciutat francesa que acull dues orquestres simfòniques: una, l'Orquestra Nacional, que és la responsable del repertori simfònic, i una altra, l'Orquestra de l'Òpera Nacional de Lió dirigeix la temporada d'òpera.

## Història
Precursora de l'Orquestra Nacional va ser la Société des Grands Concerts de Lyon, creada per Georges Martin Witkowski en 1905. Witkowski havia creat prèviament la Schola Cantorum de la ciutat juntament amb Charles Bordes en 1903. Va dirigir concerts de la societat des de 1905 fins a 1943. El seu fill, Jean Witkowski, el va succeir entre 1943 i 1953. En 1969, la ciutat de Lió va crear formalment l'orquestra amb el nom de Orchestre Philharmonique Rhône-Alps, de la qual Louis Frémaux va ser el primer director musical (1969 a 1971), amb 102 músics. Després es va fer càrrec de la mateixa Serge Baudo. Durant el seu mandat (1971-1986) l'orquestra es va instal·lar a l'Auditori de Lió (1975), una sala amb més de dues mil butaques i es va formar un cor vinculat a la ONL a càrrec de Bernard Têtu que roman en l'actualitat (2016). En 1983 l'orquestra va ser canviada el nom com Orchestre national de Lió, la seva actual denominació. A Baudo li va seguir com a director musical Emmanuel Krivine (1987 a 2000), després el nord-americà David Robertson (2000 a 2004) que va anar també el director artístic de l'auditori, al que va seguir l'alemany Jun Märkl (2004-2011). En l'actualitat (2016), el director titular és Leonard Slatkin.
L'orquestra s'ha distingit punt per un ampli repertori clàssic, com per donar cabuda a compositors vius; també ha destacat en els seus gires per Europa, Estats Units i Japó. Al llarg dels anys la ONL ha realitzat diferents enregistraments amb diverses discogràfiques, entre les quals es troben Harmonia Mundi, amb la qual va gravar música de Henri Dutilleux sota la direcció de Baudo; Naïve, música d'Alberto Ginastera i Steve Reich amb Robertson; Naxos Records, amb l'adreça de Märkl de peces de Claude Debussy i Maurice Ravel i de Slatkin amb música de Ravel i de Camille Saint-Saëns; o amb el segell Altus Records sota la batuta de Märkl, l'enregistrament en viu de la Novena Sinfonia de Beethoven i la Tercera Simfonia de Mahler.